# Mauro Goicoechea
Mauro Goicoechea, vollständiger Name Mauro Daniel Goicoechea Furia, (* 27. März 1988 in Montevideo) ist ein uruguayischer Fußballspieler.

## Karriere

### Verein
Der nach Angaben seines Vereins 1,86 Meter große Torhüter Goicoechea debütierte in der Clausura 2008 bei Danubio in der Primera División. In jener Halbserie bestritt er zwei Erstligaspiele. Nachdem in der Folgesaison für ihn ebenso wie in der Apertura 2009 keine weiteren Einsätze verzeichnet sind, bestritt er ab der Clausura 2010 bis einschließlich der Clausura 2012 insgesamt 75 weitere Ligaspiele in der Primera División und kam auch dreimal in der Liguilla Pre Libertadores 2009 und zweimal in der Copa Sudamericana 2012 zum Zug. Sodann schloss er sich Ende August 2012 dem italienischen Erstligisten AS Rom auf Leihbasis an und musste sich dort mit Konkurrent Maarten Stekelenburg im Kampf um den Platz im Tor auseinandersetzen. Der AS Rom sicherte sich bei diesem auf ein Jahr fixierten Leihgeschäft eine Kaufoption. Bei den Italienern debütierte er am 31. Oktober 2012 bei der 2:3-Auswärtsniederlage beim FC Parma und wirkte in der Spielzeit 2012/13 in insgesamt 15 Partien der Serie A und einem Spiel der Coppa Italia mit. Zur Spielzeit 2013/14 kehrte er zu Danubio zurück. Für die Montevideaner kam er bis zum Abschluss der Apertura allerdings zu keinem weiteren Erstligaeinsatz. Die Position des Stammtorhüters hatte Salvador Ichazo inne. Seine Mannschaft gewann als Tabellenerster die Apertura 2013. Am 23. Januar 2014 vermeldete Goicoecheas Spielerberater Alfredo Regueira sodann dessen Wechsel auf Leihbasis zum von Ewald Lienen trainierten rumänischen Klub Oțelul Galați nach Rumänien. Dort absolvierte er 15 Ligaspiele. Ende Mai 2014 wurde er als Neuzugang beim portugiesischen Klub FC Arouca präsentiert, an den er sich vertraglich für zwei Spielzeiten band. Der Vertrag enthält nach Presseberichten eine Ausstiegsklausel über 1,5 Mio. Euro. In der Saison 2014/15, die sein Verein auf dem 16. Tabellenplatz abschloss und damit den Abstieg knapp verhinderte, wurde er 33-mal in der Primeira Liga eingesetzt. Am 14. Juli 2015 wurde er beim französischen Klub FC Toulouse als Neuzugang zur Spielzeit 2015/16 vorgestellt.
In der Saison 2015/16 wurde er von seinem Ligadebüt am 9. August 2015 gegen die AS Saint-Étienne an in insgesamt neun Erstligaspielen, zwei Partien der Coupe de France und einer Ligapokal-Begegnung eingesetzt. In der Folgespielzeit 2016/17 absolvierte er zwei weitere Erstligapartien und ein Spiel im Ligapokal. Nach vier weiteren Jahren in Toulouse lief sein Arbeitspapier im Sommer 2021 aus. Im Januar 2022 nahm Boston River den Spieler unter Vertrag.

### Nationalmannschaft
Goicoechea gehörte der von Gustavo Ferrín trainierten U-17-Auswahl Uruguays an, die an der U-17-Südamerikameisterschaft 2005 in Venezuela teilnahm und Vize-Südamerikameister wurde. Auch war er Teil des Aufgebots bei der U-17-Weltmeisterschaft 2005 in Peru. Dort kam er in der Partie gegen die australische Auswahl zum Einsatz. Auch zählte er zum Kader Uruguays bei der U-20-Weltmeisterschaft 2007. Im Rahmen des Turniers bestritt er die drei Erstrundenpartien gegen die Teams aus Sambia, Jordanien und Spanien.

## Erfolge
- Gewinn des Torneo Apertura 2013
- U-17-Vize-Südamerikameister: 2005